# Mernek
Mernek is een bestuurslaag in het regentschap Cilacap van de provincie Midden-Java, Indonesië. Mernek telt 4095 inwoners (volkstelling 2010).